# Saint John (dopływ Oceanu Atlantyckiego)
Saint John – rzeka w zachodniej Afryce, w Gwinei i Liberii. W górnym biegu rzeka znana jest jako Mani.
Rzeka wypływa w górach należących do masywu Nimba, w południowo-wschodniej Gwinei i płynie na południe oraz południowy zachód, tworząc fragment granicy gwinejsko-liberyjskiej. Nie zmieniając kierunku, rzeka przepływa przez środkową Liberię aż do ujścia do Oceanu Atlantyckiego, znajdującego się w pobliżu miasta Edina.
Rzeka liczy 282 km długości, a powierzchnia jej dorzecza wynosi 17 220 km².
Nazwa rzeki nadana została przez portugalskich żeglarzy, którzy odkryli ją w XV wieku, w dniu św. Jana.